# Быков, Николай Анатольевич
Николай Анатольевич Быков (род. 17 августа 1968, Уфа) — советский и российский хоккеист, нападающий. Тренер.

## Биография
Воспитанник СК имени Салавата Юлаева.
Выступал за команды «Авангард» Уфа (1984/85 — 1985/86, 1988/89 — 1991/92), «Салават Юлаев» (1984/85, 1988/89 — 1989/90, 1992/93), СКА Хабаровск (1986/87 — 1987/88), «Новойл» Уфа (1992/93).
Участник юниорского чемпионата Европы 1986 года.
Главный тренер «Амура-2» (первая половина сезона 2004/05).